# Нижний Айрюм
Ни́жний Айрю́м (адыг. Ычӏэгъ Арым) — село в Гиагинском муниципальном районе Республики Адыгея. Входит в Айрюмовское сельское поселение.

## География
Селение расположено в северной части Гиагинского района, по обоим берегам реки Айрюм. Находится в 1,5 км к югу от центра сельского поселение — посёлка Новый, в 12 км к северо-востоку от районного центра — станицы Гиагинская и в 42 км к северо-востоку от города Майкоп.
Площадь территории села составляет — 0,70 км2, на которые приходятся 0,53 % от общей площади сельского поселения.
Ближайшие населённые пункты: Новый на севере, Семёно-Макаренский на востоке, Образцовое и Прогресс на юге.
Населённый пункт расположен на Закубанской наклонной равнине, в переходной от равнинной в предгорную зону республики. Средние высоты на территории села составляют около 125 метров над уровнем моря. Рельеф местности представляет собой в основном волнистые равнины, имеющей общий уклон с юго-запада на северо-восток, с холмисто-курганными и бугристыми возвышенностями. Долины рек изрезаны балками и понижениями.
Гидрографическая сеть представлена реками Айрюм, протекающей через центр села и Улька, протекающей к западу от населённого пункта.
Климат на территории села мягкий умеренный. Среднегодовая температура воздуха положительная и составляет около +11,5°С. Среднемесячная температура воздуха в июле достигает +23,0°С. Среднемесячная температура января составляет около 0°С. Среднегодовое количество осадков составляет около 720 мм. Основная часть осадков выпадает в период с мая по июль.

## История
В 1962 году в состав села были включены упразднённые хутора Ковыльковский и Староверовский, располагавшиеся на противоположном берегу реки Айрюм.

## Население
| 2002 | 2010 | 2013 | 2014 | 2015 | 2016 | 2017 |
| ---- | ---- | ---- | ---- | ---- | ---- | ---- |
| 300  | ↘283 | ↘278 | ↘275 | ↗278 | ↘266 | ↘264 |
| 2018 | 2019 | 2020 | 2021 | 2023 | 2024 |      |
| →264 | ↗266 | ↗273 | ↘261 | ↗267 | ↗275 |      |

Плотность — 392.86 чел./км2.
Национальный состав
По данным Всероссийской переписи населения 2010 года:
| Народ   | Численность, чел. | Доля от всего населения, % |
| ------- | ----------------- | -------------------------- |
| русские | 224               | 79,2 %                     |
| армяне  | 38                | 13,4 %                     |
| другие  | 21                | 7,4 %                      |
| всего   | 283               | 100 %                      |

По данным Всероссийской переписи населения 2021 года:
| Народ               | Численность, чел. | Доля от всего населения, % |
| ------------------- | ----------------- | -------------------------- |
| русские             | 167               | 63,98 %                    |
| армяне              | 42                | 16,09 %                    |
| цыгане              | 15                | 5,75 %                     |
| курды               | 14                | 5,36 %                     |
| адыги (черкесы)     | 8                 | 3,06 %                     |
| азербайджанцы       | 6                 | 2,30 %                     |
| другие / не указано | 9                 | 3,45 %                     |
| всего               | 261               | 100,0 %                    |

Мужчины — 130 чел. (45,9 %). Женщины — 153 чел. (54,1 %).

## Инфраструктура
В селе функционируют фельдшерско-акушерский пункт (ФАП) и дом культуры. Ближайшие общеобразовательные и дошкольные учреждения расположены в центре сельского поселения — посёлке Новый.

## Улицы
| Восточная |

| Ковылковская |

| Пролетарская |